# Lincolnschaf

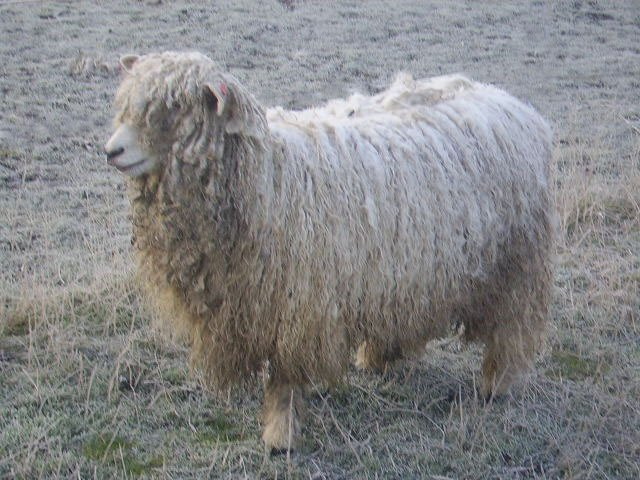
Ein Lincolnschaf mit dem typischen schweren Vlies

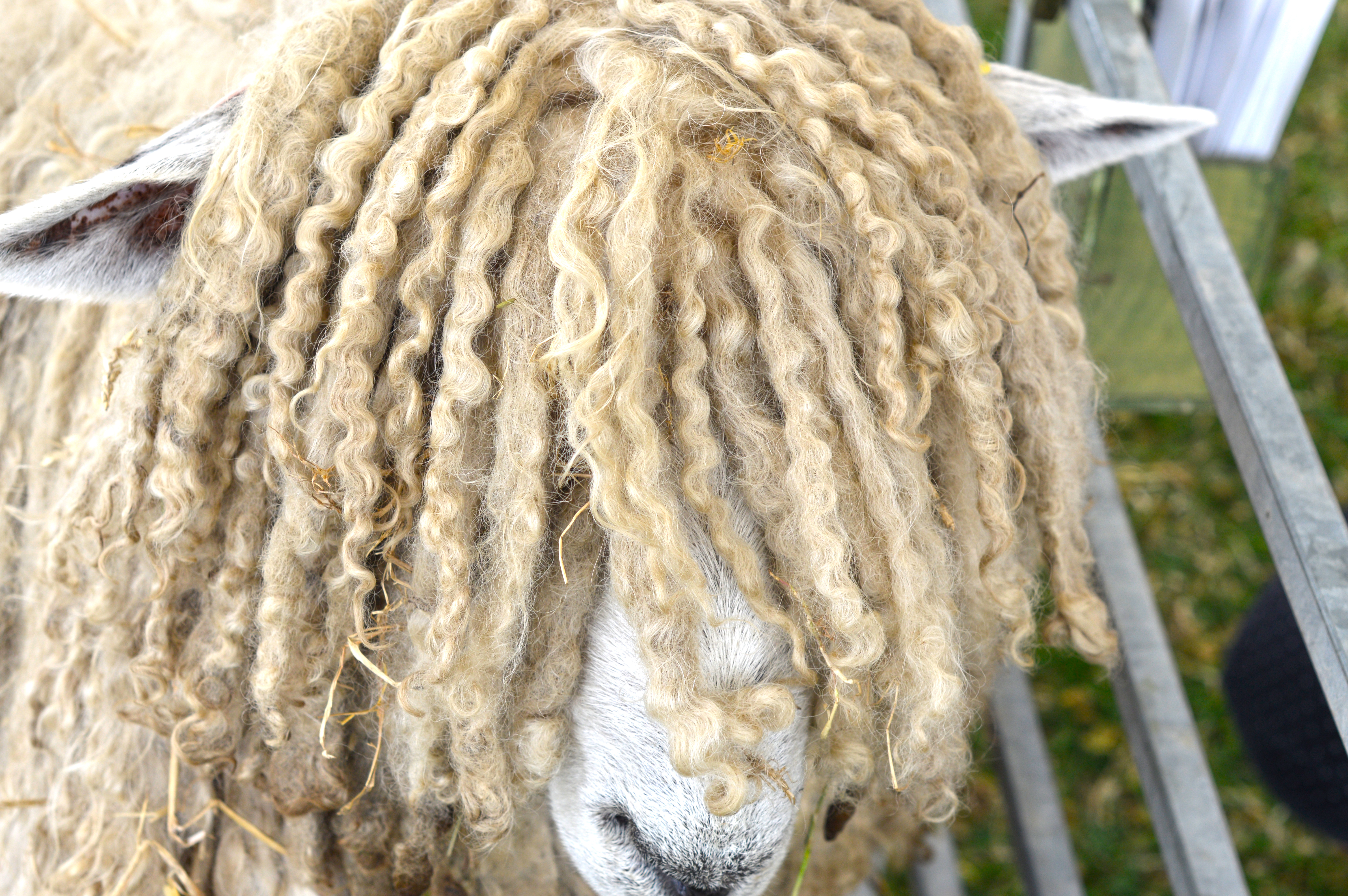
Kopf eines Lincolnschafes

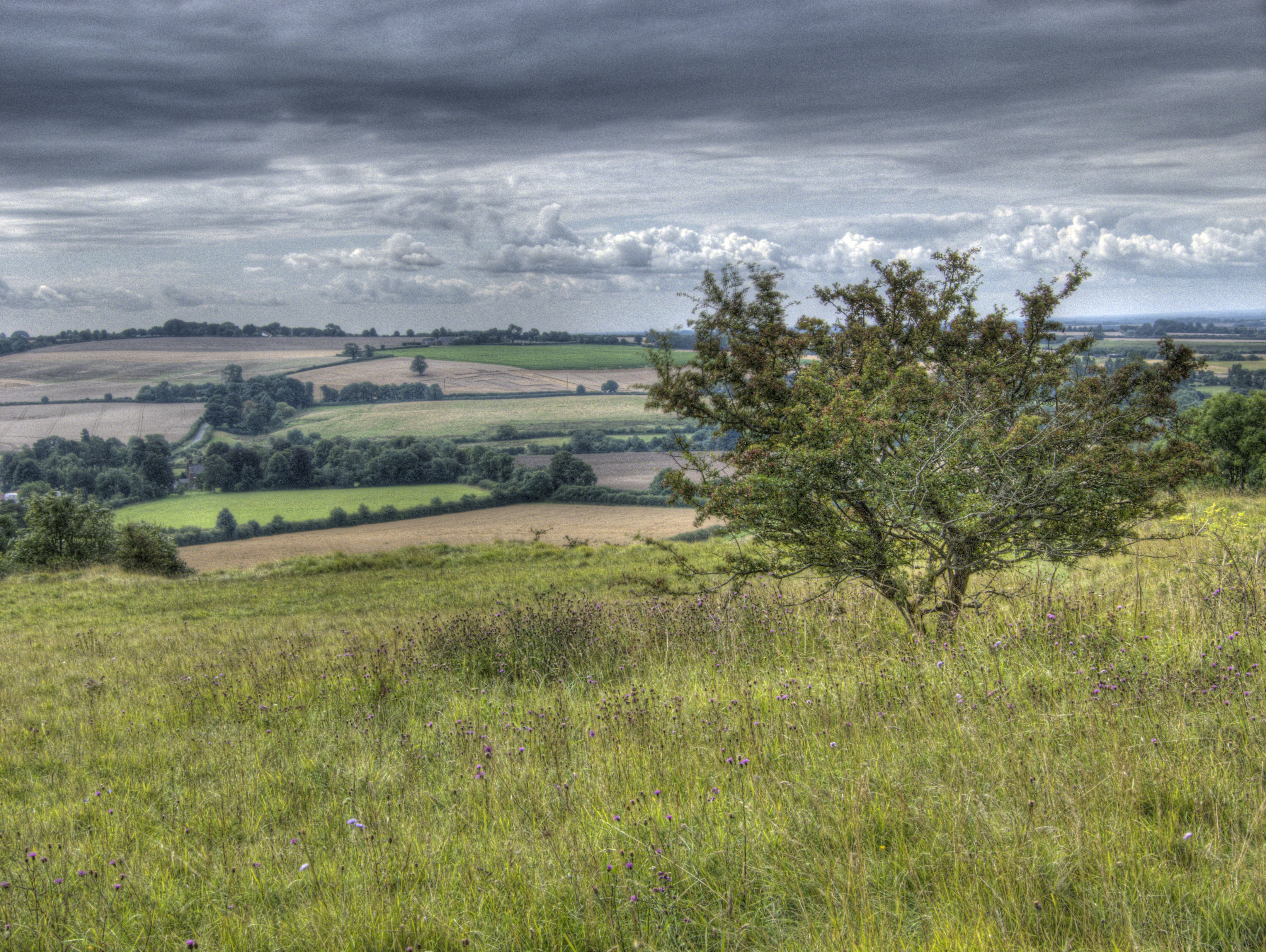
Lincolnshire Wolds, Ursprung der Rasse

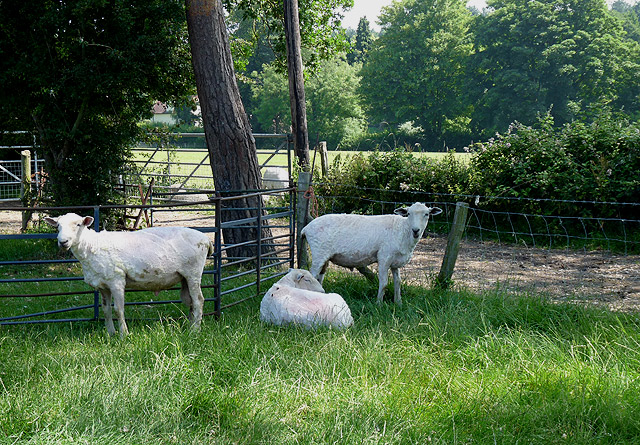
Frisch geschorene Lincolnschafe

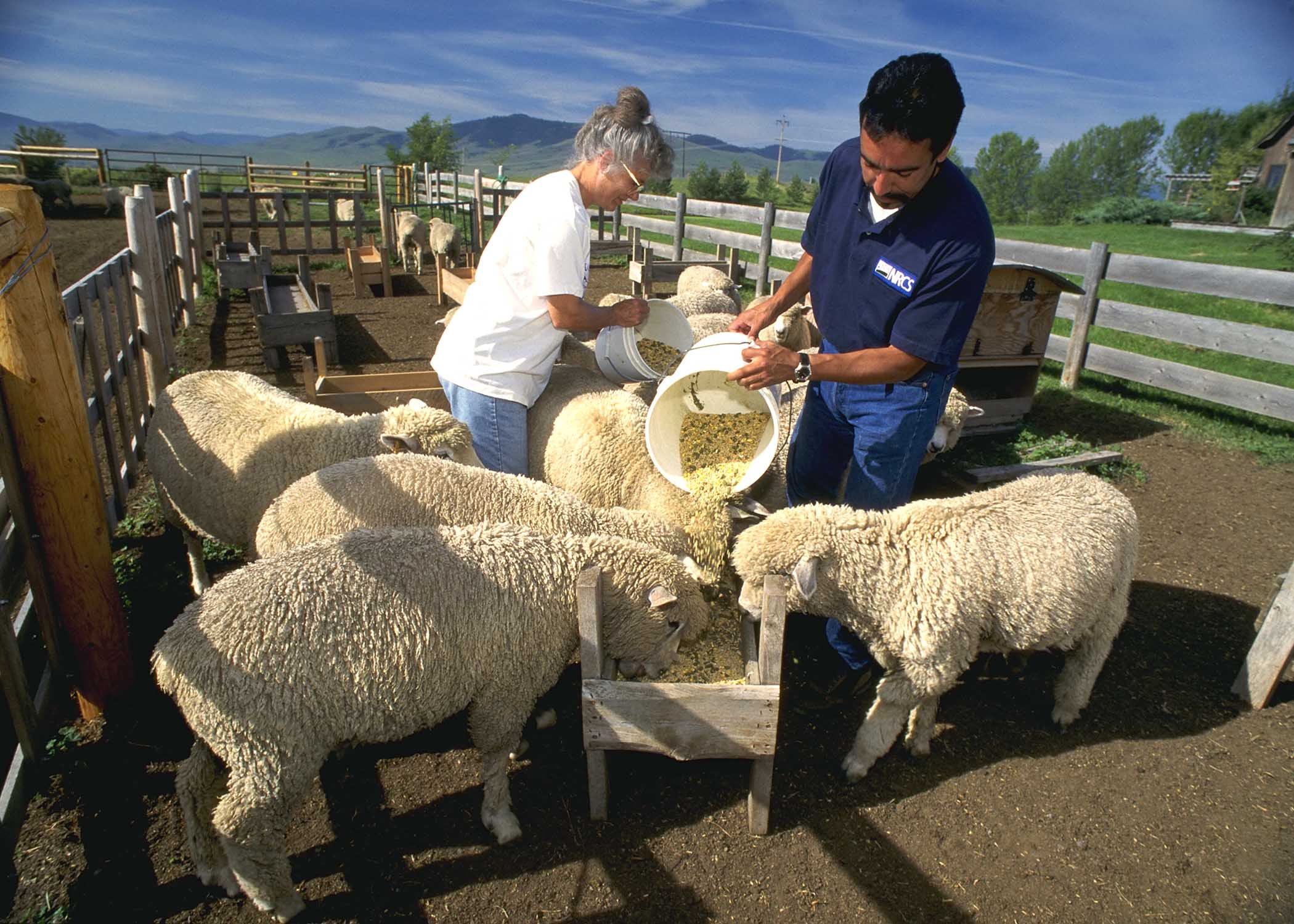
Corriedaleschafe auf einer Ranch in Montana. Corriedale ist eine Schafrasse, die aus dem Lincolnschaf hervorgegangen ist.

Das Lincolnschaf (engl. Lincoln sheep), gelegentlich auch Lincolnlangwollschaf (engl. Lincoln Longwool) genannt, ist eine von insgesamt zehn britischen Langwollrassen des Hausschafs. Das Lincolnschaf ist die größte britische Hausschafrasse und wurde speziell wegen seines schweren, langstapeligen und glänzenden Vlieses gezüchtet. Es wurde in der Vergangenheit in großer Zahl in anderen Ländern eingeführt, um die dortigen Schafrassen zu verbessern. Zu den deutschen Schafrassen, in denen es eingekreuzt wurde, zählen das Merinolangwollschaf und das Texelschaf.
Obwohl das Lincolnschaf über viele Jahrhunderte eine der wichtigsten britischen Schafrassen war,  zählt es mittlerweile zu den seltener gehaltenen Rassen. Es wird von dem britischen Rare Breeds Survival Trust als gefährdet eingestuft, da es derzeit weniger als 1300 eingetragene Mutterschafe gibt.

## Merkmale
Ausgewachsene Böcke wiegen zwischen 110 und 160 Kilogramm und ausgewachsene Mutterschafe zwischen 91 und 113 Kilogramm. Das Vlies des Lincolnschafes fällt in langen, häufig am Ende gedrehten Locken. Die Stapellänge der Wolle zählt zu den längsten weltweit, gleichzeitig gibt es nur wenige Schafrassen, die ein so schweres Vlies tragen. Der Ertrag liegt zwischen 5,1 und 9 Kilogramm pro Schafschur. Einzelne Schafe haben jedoch deutlich schwerere Vliese. Der Rekord wurde 2005 von einem 27 Monate alten Bock aufgestellt, dessen Vlies mehr als 22 Kilogramm wog. Das Gewicht des Vlieses kann so schwer sein, dass insbesondere tragende Mutterschafe Gefahr laufen, nach einem Sturz auf den Rücken zu rollen und dann nicht mehr in der Lage zu sein, ohne Hilfe aufzustehen. Lincolnschafe sind außerdem anfällig für Myiasis und müssen deswegen von ihren Haltern regelmäßig untersucht werden.
Die Faserfeinheit reicht von 33,5 bis 41 Mikrometer (menschliches Haar misst im Vergleich dazu durchschnittlich 30 Mikrometer). Die Wolle ist damit zu grob, um zu Kleidung verarbeitet zu werden. Das gesamte Vlies ist jedoch von gleichbleibender Qualität, d. h. die Wollqualität ist anders als bei vielen anderen Schafrassen nicht davon beeinflusst, von welchem Körperteil sie stammt. Die Wolle wird wegen ihrer vergleichsweise groben Fasern zu Produkten wie beispielsweise Teppichen, Decken oder als Dämmmaterial verarbeitet. Obwohl die Wolle grob ist, besitzt sie viel Glanz.

## Geschichte
Die Rasse entstand in den Lincolnshire Wolds, das beginnend von der römischen Zeit (44 bis 410) über das Mittelalter und die beginnende Neuzeit eine der Zentren britischer Wollproduktion war. Mit hoher Wahrscheinlichkeit geht die Rasse auf Schafimporte aus Italien während der römischen Zeit zurück: Dafür gibt es aber nur als Indiz, dass alle Regionen Großbritanniens, in denen traditionell Langwollschafe gezüchtet wurden, auch Zentren römischer Schafwollproduktion waren. Die britischen Inseln hatten zwar bereits vor der römischen Besetzung eine lange Tradition der Schafhaltung, jedoch war dies auf eine Subsistenzschafhaltung begrenzt. Dagegen gab es im römischen Reich bereits seit dem 2. Jahrhundert v. Chr. eine gezielte Schafzucht, bei denen insbesondere in Apulien hornlose und weißgesichtige Schafe gezüchtet wurden. Lincolnshire (römisch Lindum Colonia), das in römischer Zeit ein Zentrum der Schafzucht war, war im Mittelalter auf Grund seiner Wollproduktion einer der wohlhabendsten englischen Landkreise.
Das Lincolnlangwollschaf wurde unter anderem von Robert Bakewell, der als einer der Begründer der britischen Landwirtschaftsrevolution gilt, im 18. Jahrhundert als Grundlage für modernere Schafrassen verwendet, bei denen mehr die Fleischqualität als Wollqualität und -menge im Vordergrund steht. Aus diesen Kreuzungen ging das moderne Leicesterschaf hervor.
Zwischen 1850 und 1920 wurden zehntausende von Lincolnschafen nach Südamerika, Australien und Neuseeland ausgeführt. Neben dem Texelschaf und dem Merinollangwollschaf gehen auf das Lincolnschaf auch die in Australien und Neuseeland gezüchteten Zweinutzungsrassen Polwarth (ein Viertel Lincolnschaf, drei Viertel Merinoschaf) und Corriedale (ein Viertel Merinoschaf, drei Viertel Lincolnschaf) zurück. Es wird geschätzt, dass von diesen beiden Rassen mehr als 100 Millionen Tiere in der südlichen Hemisphäre grasen.
Nicht zuletzt wegen fallender Wollpreise ging die Haltung von Lincolnschafen stark zurück. 1971 gab es weniger als 500 Mutterschafe dieser Rasse, die in fünfzehn kleinen Herden gehalten wurden. Auf Grund eines steigenden Interesses von Hobbylandwirten stabilisierte sich die Zahl in den 1980er Jahren auf 700 eingetragene Muttertiere. Die Zahl ist weiter gestiegen, beträgt aber immer noch weniger als 1300 Mutterschafe.

## Zuchtverband
Der britische Zuchtverband Lincoln Longwool Sheep Breeders Association wurde 1892 von mehreren etablierten Lincolnschaf-Züchtern gegründet. Ziel des Zuchtverbandes ist, den Rassenstandard zu halten und Interesse an dieser Schafrasse zu wecken.

## Einzelbelege
1. ↑  Philip Walling: Counting Sheep. S. 22.
2. ↑  Hans Hinrich Sambraus: Farbatlas Nutztierrassen: 250 Rassen in Wort und Bild, Eugen Ulmer Verlag, Stuttgart 2001, ISBN 3-8001-3219-2, S. 109 und S. 112.
3. 1 2  Rare Breeds Survival Trust zum Lincolnschaf (Memento des Originals vom 24. Mai 2015 im Internet Archive)  Info: Der Archivlink wurde automatisch eingesetzt und noch nicht geprüft. Bitte prüfe Original- und Archivlink gemäß Anleitung und entferne dann diesen Hinweis., aufgerufen am 24. Mai 2015
4. 1 2  Philip Walling: Counting Sheep. S. 24.
5. ↑  Philip Walling: Counting Sheep. S. 40.
6. ↑  Preparation of Australian Wool Clips, Code of Practice 2010–2012, Australian Wool Exchange (AWEX), 2010
7. ↑  Lincoln sheep. In: Breeds of livestock. University of Oklahoma Dept. of Animal Science, archiviert vom Original am 3. April 2009; abgerufen am 24. Mai 2015.  Info: Der Archivlink wurde automatisch eingesetzt und noch nicht geprüft. Bitte prüfe Original- und Archivlink gemäß Anleitung und entferne dann diesen Hinweis.
8. 1 2  Philip Walling: Counting Sheep. S. 23.
9. ↑  Philip Walling: Counting Sheep. S. 25.
10. ↑  Philip Walling: Counting Sheep. S. 76.
11. 1 2  Philip Walling: Counting Sheep. S. 39.
12. ↑  Website des britischen Zuchtverbands Lincoln Longwool Sheep Breeders Association, aufgerufen am 7. Juni 2015